# Hoita orbicularis
Hoita orbicularis är en ärtväxtart som först beskrevs av John Lindley, och fick sitt nu gällande namn av Per Axel Rydberg. Hoita orbicularis ingår i släktet Hoita och familjen ärtväxter. Inga underarter finns listade i Catalogue of Life.

## Bildgalleri

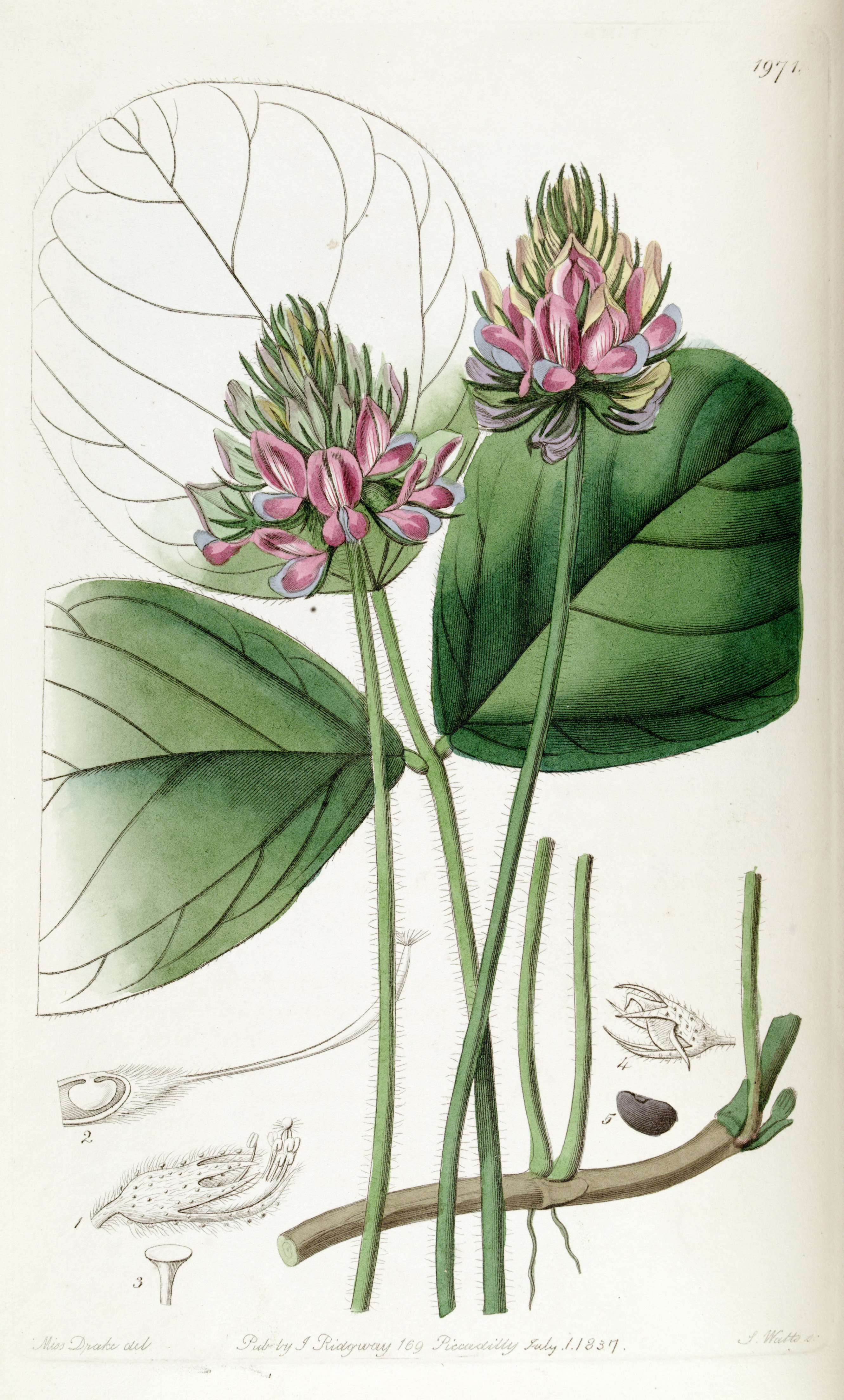